# 劇団区民劇場
劇団区民劇場（げきだん くみんげきじょう）は、1955年7月4日に創立された日本の劇団。所在地は東京都墨田区京島。

## 概要
軽演劇・大衆芝居に対抗し、本格的な芝居をやろうという目的で、「安い料金で大人にも子供にも心から楽しんでもらえる芝居を」という理念のもと、役者から裏方までを団員たちで兼任、セットもお手製と、すべて手作りである点が特徴。「区民」とは庶民、市民ということで、アマチュアの公務員や職人、会社員など20人前後が在籍している。毎年6月と11月に曳舟文化センター（墨田区京島一丁目38番11号）にて公演を行っている。

## 歴史
劇団設立の中心となった山田勝巳（1926 - 2010）は明治大学の演劇部出身で、一時は俳優座に在籍したほか、新宿『帝都座』で額縁ショーにもかかわったが、結局演劇を本職とすることはなく、1950年からは地域情報紙の仕事をしていた。1950年、山田は高校を卒業しは家業の建具店に専心していた久保田要三らと組み、劇団を立ち上げた。当初は稽古場もなく、区内の掘立小屋を使ったり学校の教室を借りたりしていたが、のちに久保田の父が自宅の2階を稽古場として提供し、徐々に劇団としての体裁を整えていった。
当初は児童向け作品を持って学校を巡回していたが、1971年にはイタイイタイ病を扱った「神通川」を公演し、初めて社会問題を取り上げた。翌1972年には東京大空襲を取り上げた作品も公演した。
1987年には地元に曳舟文化センターが開館し、ここを本拠に活動を行っている。

## 最近の作品
2008年
- 劇団区民劇場第99回公演 ウエディングマーチで行こう（作: 福田卓郎・演出: 長谷川正美）
- 劇団区民劇場第100回公演 出航（作: 木村快・演出: 長谷川正美）

2009年
- 劇団区民劇場第101回公演 領家堂騒動記 真夏の餅つき（作・演出: 長谷川正美）
- 劇団区民劇場第102回公演 蠅取り紙～山田家の5人兄妹～（作: 飯島早苗、鈴木裕美・演出: 長谷川正美）